# Nueva Holanda

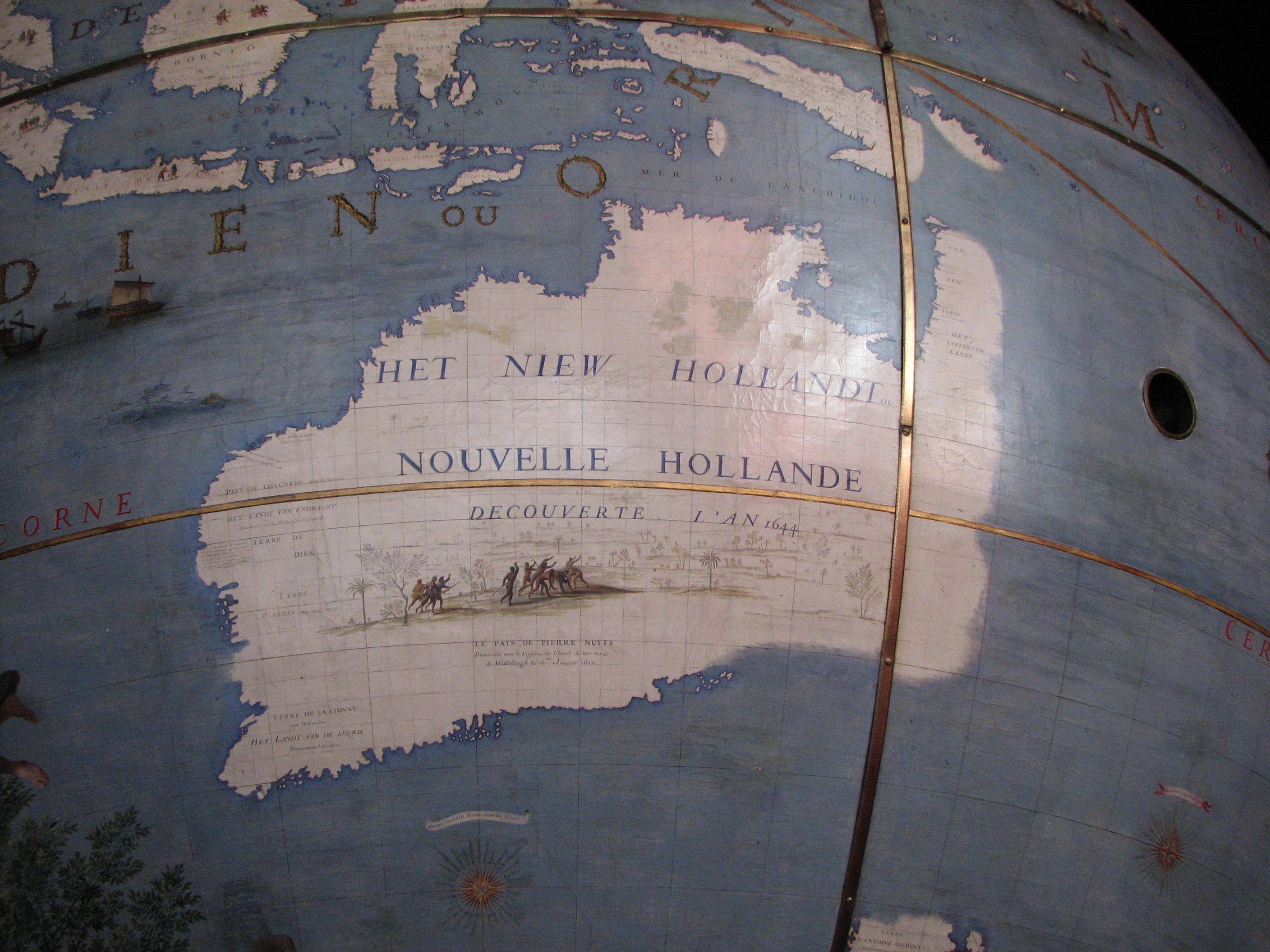
Nueva Holanda en uno de los globos de Coronelli.

Nueva Holanda (en neerlandés: Nieuw Holland; en latín: Nova Hollandia) es un nombre histórico europeo que recibió la isla-continente de Australia. El nombre fue aplicado por primera vez a dicho continente en 1644 por el marino neerlandés Abel Tasman. El nombre se aplicó a toda la Tierra del Sur o Terra Australis, aunque la costa del continente aún no se había explorado por completo; pero después del asentamiento británico en Sídney en 1788, el territorio al este del continente reclamado por Gran Bretaña fue nombrado Nueva Gales del Sur, dejando la parte occidental como Nueva Holanda. Nueva Holanda continuó usándose de manera semioficial y popular como nombre para todo el continente hasta mediados de la década de 1850.

## Historia

### Nueva Holanda durante las exploraciones neerlandesas

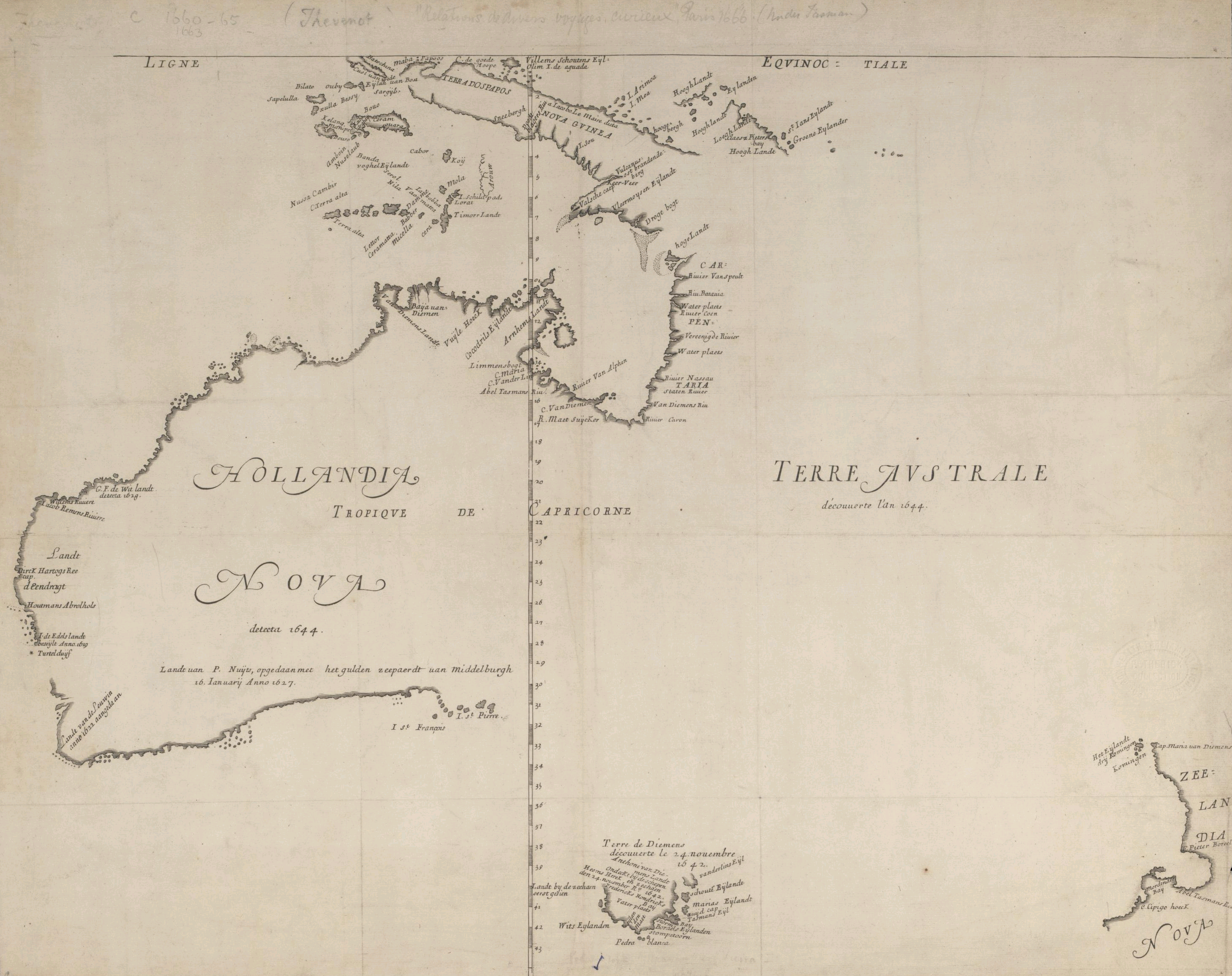
Melchisédech Thévenot: mapa de Nueva Holanda en 1644, basado en uno del cartógrafo neerlandés Joan Blaeu.

El nombre Nueva Holanda se aplicó por primera vez a la costa occidental y norte de Australia en 1644 por el navegante neerlandés Abel Tasman, conocido por su descubrimiento de Tasmania (llamado por él Tierra de Van Diemen). El capitán inglés William Dampier usó el nombre en su cuenta de sus dos viajes hacia allí: el primero llegó el 5 de enero de 1688 y permaneció hasta el 12 de marzo; su segundo viaje de exploración a la región se realizó en 1699. A excepción de dar su nombre a la tierra, ni los Países Bajos ni la Compañía Neerlandesa de las Indias Orientales reclamaron ningún territorio en Australia como propio. Aunque muchas expediciones neerlandesas visitaron la costa durante los 200 años posteriores a la primera visita hecha por estos en 1606, no hubo un intento duradero de establecer un asentamiento permanente. La mayoría de los exploradores de este período concluyeron que la aparente falta de agua y suelo fértil hacía que la región no fuera adecuada para la colonización.
El 22 de agosto de 1770, después de navegar hacia el norte a lo largo de la costa este de Australia, James Cook reclamó toda la "costa este de Nueva Holanda" que acababa de explorar como territorio británico. Cook primero llamó a la tierra Nueva Gales, pero la renombró a Nueva Gales del Sur. Con el establecimiento de un asentamiento en Sídney en 1788, los británicos consolidaron su reclamo de la parte oriental de Australia, ahora oficialmente llamada Nueva Gales del Sur. En la comisión al gobernador Arthur Phillip, el límite se definió como el meridiano 135 longitud este, tomando la línea de la carta de Melchisédech Thévenot, Hollandia Nova-Terre Australe, publicada en Relations de Divers Voyages Curieux (París, 1663).

### Cambio de nombre

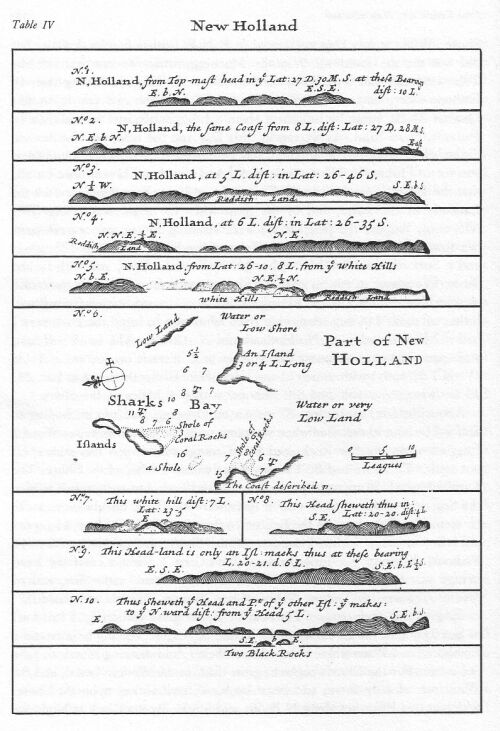
Mapa de parte de Nueva Holanda, confeccionado por William Dampier en 1699.

Después de la colonización británica, el nombre Nueva Holanda se mantuvo durante varias décadas y el continente alrededor del polo sur continuó llamándose Terra Australis, a veces acortado a Australia. Sin embargo, en el siglo XIX, las autoridades coloniales británicas eliminaron gradualmente el nombre neerlandés del continente y, en lugar de inventar un nombre nuevo, tomaron el nombre de Australia usado para el continente del polo sur, dejando una laguna en la nomenclatura continental durante ochenta años. Aun así, el nombre Nueva Holanda sobrevivió durante muchas décadas, utilizado en atlas, literatura y en lenguaje común.
El término Nueva Holanda se usaba más a menudo para referirse solo a la parte del continente que aún no había sido anexada a Nueva Gales del Sur; es decir, se refería a la mitad occidental del continente. En 1804, el navegante británico Matthew Flinders propuso los nombres de Terra Australis o Australia para todo el continente, reservando Nueva Holanda para la parte occidental del continente. Continuó usando Australia en su correspondencia, mientras trataba de obtener apoyo para el término.

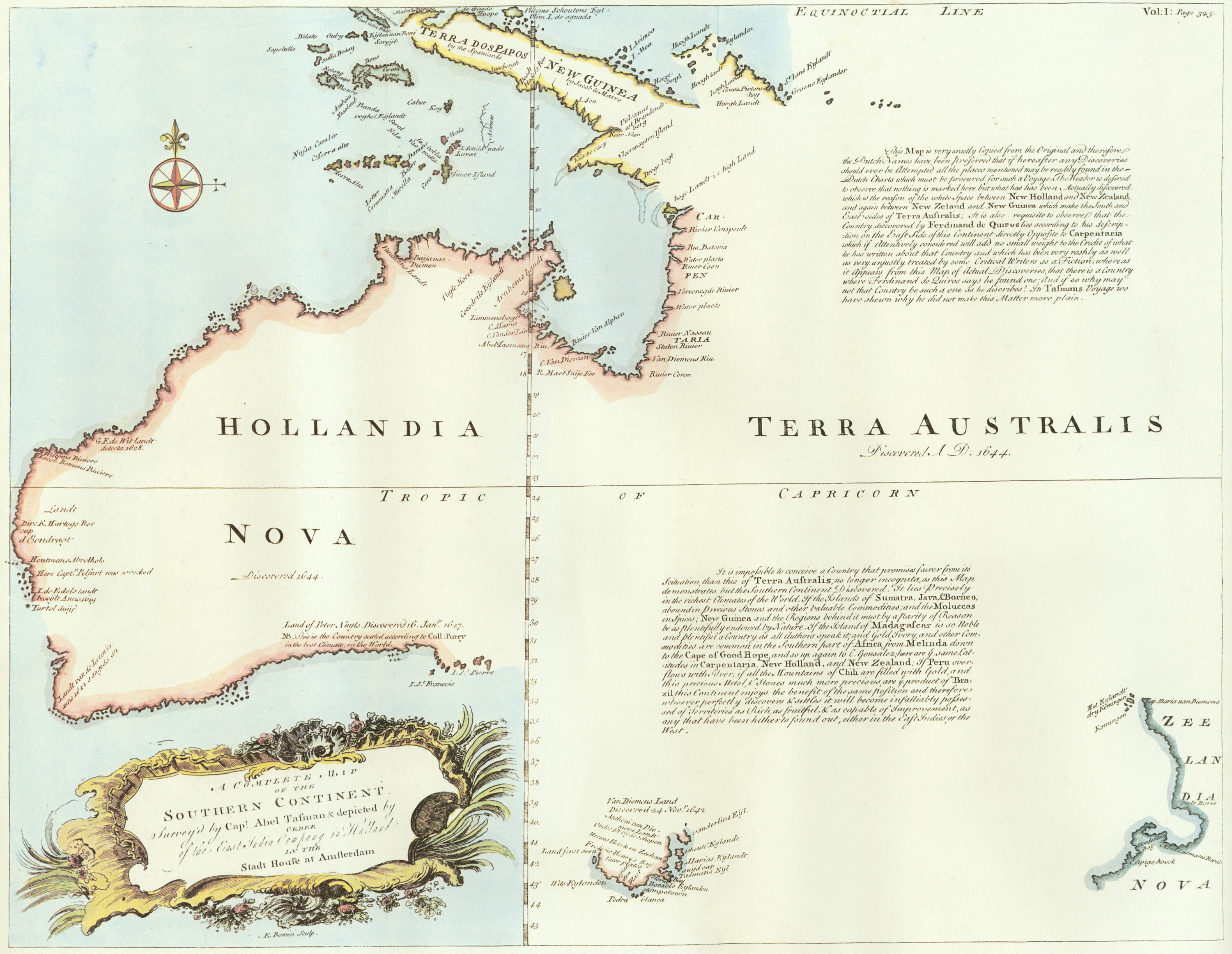
Hollandia Nova–Terra Australis, carta de 1744 por Emanuel Bowen.

Su sugerencia fue rechazada inicialmente, pero el nuevo nombre fue aprobado por el gobierno británico en 1824. El límite occidental de Nueva Gales del Sur se cambió a 129° este en 1825. En 1826, para anticiparse a un asentamiento francés y posterior reclamo del territorio, debido a la importancia de la ruta a Nueva Gales del Sur, los británicos establecieron el asentamiento de Albany en el suroeste de Nueva Holanda. El gobernador Ralph Darling, de Nueva Gales del Sur, puso a Edmund Lockyer al mando de la expedición y le ordenó que si se encontraba con los franceses en cualquier parte debía enviar tropas, para indicarles que "toda Nueva Holanda está sujeta al gobierno de su majestad británica".
En 1828 se hizo un nuevo asentamiento, esta vez en el río Swan, y colonia del Río Swan fue pronto el término usado para referirse a toda la parte occidental del continente. El nombre Nueva Holanda todavía se usaba como el nombre de todo el continente cuando Charles Fremantle tomó posesión formal en nombre del rey Jorge IV de "toda esa parte de Nueva Holanda que no está incluida en el territorio de Nueva Gales del Sur" el 9 de mayo de 1829. En 1832, el territorio pasó a llamarse oficialmente Australia Occidental.
Incluso en 1837, en la correspondencia oficial entre el gobierno británico en Londres y Nueva Gales del Sur, el término Nueva Holanda todavía se usaba para referirse al continente en general.
En los Países Bajos, el continente continuó llamándose Nieuw Holland hasta finales del siglo XIX. El actual nombre neerlandés es Australië.